# 2014年亚洲运动会乒乓球比赛
2014年亞洲運動會乒乓球比賽為第十七屆亞洲運動會的其中一項競賽項目，共產生7面金牌；賽事於2014年9月20日至9月29日在桂陽體育館舉行。

## 參賽運動員
本屆乒乓球比賽共有來自 25 個國家/地區的 169 名運動員參加，具體分布如下：

| - 巴林（2） - 中国（10） - 中国香港（10） - 印度（10） - 伊朗（3） - 日本（10） - （2） | - 韩国（10） - 沙特阿拉伯（5） - 科威特（8） - 老挝（6） - 黎巴嫩（2） - 中国澳门（8） - 马来西亚（3） | - 马尔代夫（8） - 蒙古（8） - 尼泊尔（10） - 巴基斯坦（6） - 巴勒斯坦（2） - 朝鲜（10） - （8） | - 新加坡（10） - 泰国（4） - 中华台北（10） - 也门（4） |

## 獎牌統計

### 國家獎牌榜
| 排名 | 国家／地区      | 金牌 | 银牌 | 铜牌 | 總數 |
| ---- | --------------- | ---- | ---- | ---- | ---- |
| 1    | 中国（CHN）     | 6    | 4    | 0    | 10   |
| 2    | 朝鲜（PRK）     | 1    | 0    | 2    | 3    |
| 3    | 日本（JPN）     | 0    | 1    | 3    | 4    |
| 3    | 韩国（KOR）     | 0    | 1    | 3    | 4    |
| 5    | 中国香港（HKG） | 0    | 1    | 1    | 2    |
| 6    | 新加坡（SIN）   | 0    | 0    | 3    | 3    |
| 7    | 中华台北（TPE） | 0    | 0    | 2    | 2    |
| 總計 | 總計            | 7    | 7    | 14   | 28   |

### 項目獎牌榜
| 項目     | 金牌                                        | 银牌                                                          | 铜牌                                                      |
| 男子單打 | 许昕 · 中国（CHN）                          | 樊振东 · 中国（CHN）                                          | 朱世爀 · 韩国（KOR）                                      |
| 男子單打 | 许昕 · 中国（CHN）                          | 樊振东 · 中国（CHN）                                          | 莊智淵 · 中华台北（TPE）                                  |
| 男子雙打 | 中国 · 马龙 · 张继科                        | 中国 · 许昕 · 樊振东                                          | 日本 · 丹羽孝希 · 松平健太                                |
| 男子雙打 | 中国 · 马龙 · 张继科                        | 中国 · 许昕 · 樊振东                                          | 新加坡 · 高宁 · 李虎                                      |
| 男子團體 | 中国 · 樊振东 · 马龙 · 许昕 · 张继科 · 周雨 | 韩国 · 丁祥恩 · 朱世爀 · 金東鉉 · 金珉錫 · 李廷祐             | 日本 · 岸川聖也 · 松平健太 · 水谷隼 · 村松雄斗 · 丹羽孝希 |
| 男子團體 | 中国 · 樊振东 · 马龙 · 许昕 · 张继科 · 周雨 | 韩国 · 丁祥恩 · 朱世爀 · 金東鉉 · 金珉錫 · 李廷祐             | 中华台北 · 陳建安 · 江宏傑 · 莊智淵 · 黃聖盛 · 吳志祺     |
| 女子單打 | 劉詩雯 · 中国（CHN）                        | 朱雨玲 · 中国（CHN）                                          | 梁夏銀 · 韩国（KOR）                                      |
| 女子單打 | 劉詩雯 · 中国（CHN）                        | 朱雨玲 · 中国（CHN）                                          | 冯天薇 · 新加坡（SIN）                                    |
| 女子雙打 | 中国 · 朱雨玲 · 陈梦                        | 中国 · 劉詩雯 · 武杨                                          | 中国香港 · 李皓晴 · 吳穎嵐                                |
| 女子雙打 | 中国 · 朱雨玲 · 陈梦                        | 中国 · 劉詩雯 · 武杨                                          | 朝鲜 · 金仲 · 金惠星                                      |
| 女子團體 | 中国 · 陈梦 · 丁宁 · 劉詩雯 · 武杨 · 朱雨玲 | 日本 · 福原愛 · 平野美宇 · 平野早矢香 · 石川佳純 · 若宮三紗子 | 朝鲜 · 金惠星 · 金仲 · 金宋依 · 李美慶 · 李明順           |
| 女子團體 | 中国 · 陈梦 · 丁宁 · 劉詩雯 · 武杨 · 朱雨玲 | 日本 · 福原愛 · 平野美宇 · 平野早矢香 · 石川佳純 · 若宮三紗子 | 新加坡 · 冯天薇 · 李思韻 · 林葉 · 于夢雨 · 周一涵         |
| 混合雙打 | 朝鲜 · 金赫峰 · 金仲                        | 中国香港 · 江天一 · 李皓晴                                    | 日本 · 福原愛 · 岸川聖也                                  |
| 混合雙打 | 朝鲜 · 金赫峰 · 金仲                        | 中国香港 · 江天一 · 李皓晴                                    | 韩国 · 田志希 · 金珉錫                                    |

## 外部連結
- 官方網站